# Ronde van Langkawi 2010
De Ronde van Langkawi 2010 werd gehouden van 1 maart tot 7 maart 2010. Deze Aziatische rittenkoers werd gewonnen door José Rujano, die de zesde etappe op zijn naam schreef. Het puntenklassement werd gewonnen door Anuar Manan, die tevens de vijfde etappe wist te winnen, en het bergklassement ging naar Peter McDonald. Tabriz Petrochemical Team won het teamklassement.

## Etappe-overzicht
| etappe | datum   | start            | finish            | afstand  | winnaar            | klassementsleider |
| ------ | ------- | ---------------- | ----------------- | -------- | ------------------ | ----------------- |
| 1e     | 1 maart | Kota Bharu       | Kuala Berang      | 174,5 km | Michael Matthews   | Michael Matthews  |
| 2e     | 2 maart | Kuala Terengganu | Chukai            | 182,3 km | Jay Robert Thomson | Tobias Erler      |
| 3e     | 3 maart | Pekan            | Mersing           | 145,6 km | Michael Matthews   | Tobias Erler      |
| 4e     | 4 maart | Mersing          | Parit Sulong      | 163,5 km | Taiji Nishitani    | Tobias Erler      |
| 5e     | 5 maart | Muar             | Port Dickson      | 111,5 km | Anuar Manan        | Tobias Erler      |
| 6e     | 6 maart | Putrajaya        | Genting Highlands | 102,8 km | José Rujano        | José Rujano       |
| 7e     | 7 maart | Kuala Kubu Baru  | Dataran Merdeka   | 133,7 km | Stuart Shaw        | José Rujano       |

## Eindklassementen
| Algemeen klassement |                     |                           |           |
| Plaats              | Naam                | Ploeg                     | Tijd      |
| Gele trui           | José Rujano         | ISD-Neri                  | 24u07'58" |
| 2                   | Gong Hyo-suk        | Seoul Cycling             | + 02' 07" |
| 3                   | Hossein Askari      | Tabriz Petrochemical Team | + 02' 39" |
| 4                   | Peter McDonald      | Drapac Cycling            | + 03' 21" |
| 5                   | Amir Zargari        | Azad University           | + 04' 13" |
| 6                   | Markus Eibegger     | Footon-Servetto           | + 04' 54" |
| 7                   | Alexandr Shushemoin |                           | z.t.      |
| 8                   | Matthias Brändle    | Footon-Servetto           | + 04' 58" |
| 9                   | Ghader Mizbani      | Tabriz Petrochemical Team | + 05' 10" |
| 10                  | Ahad Kazemi         | Tabriz Petrochemical Team | + 05' 46" |

1996 · 
1997 · 
1998 · 
1999 · 
2000 ·
2001 ·
2002 ·
2003 ·
2004 ·
2005 ·
2006 ·
2007 ·
2008 ·
2009 ·
2010 ·
2011 ·
2012 ·
2013 ·
2014 ·
2015 ·
2016 ·
2017 ·
2018 ·
2019 ·
2020 ·
2021 ·
2022 ·
2023 ·
2024 ·